# Władysław Molęcki
Władysław Molęcki (ur. 1948, zm. 5 listopada 2007 w Dąbrowie Górniczej) – polski działacz związkowy, wiceprzewodniczący śląsko-dąbrowskiej ”Solidarności", od 1998 członek Komisji Krajowej NSZZ „Solidarność”.
Od 1966 był ślusarzem w Fabryce Tektury Masłońskie, następnie pracował w zawierciańskim PKS-ie i Centrali Materiałów Budowlanych w Katowicach, gdzie rozpoczął działalność w NSZZ ”Solidarność” i skąd został zwolniony po wprowadzeniu stanu wojennego. Od 1982 pracował jako maszynista lokomotywy spalinowej w KOLPREM Sp. z o.o. W latach 1998-2006 był przewodniczącym Międzyzakładowej Organizacji Związkowej w Hucie Katowice oraz szefem strony społecznej podczas procesów prywatyzacyjnych i negocjacji z przedstawicielami koncernu Mittal Steel. Po objęciu przez Bożenę Borys-Szopę w 2006 funkcji Głównego Inspektora Pracy, zastąpił ją na stanowisku wiceprzewodniczącego Śląsko-Dąbrowskiej ”Solidarności”.
Postanowieniem Prezydenta RP z dnia 12 grudnia 2007 r. za wybitne zasługi w działalności na rzecz przemian demokratycznych w Polsce został pośmiertnie odznaczony Krzyżem Oficerskim Orderu Odrodzenia Polski.